# Raymond Delamarre
Pour les articles homonymes, voir Delamarre.
Raymond Delamarre, né le 8 juin 1890 à Paris et mort dans la même ville le 28 février 1986, est un sculpteur et médailleur français.

## Biographie
Élève de Jules Coutan à l'École des beaux-arts de Paris, Raymond Delamarre fait partie de la génération d'artistes mobilisés par la Première Guerre mondiale : blessé en septembre 1914 et prisonnier en Bavière, il revient à Paris en 1919 et obtient la même année le premier grand prix de Rome en sculpture pour son haut-relief, La Gloire ramène le Héros au foyer familial.
Il participe aux expositions internationales de 1925, 1931 et 1937, ainsi qu'à la décoration du paquebot Normandie avec un bas-relief, Les Arts et Monuments régionaux (1935).
Avec l'architecte Michel Roux-Spitz, on lui doit le Monument à la Défense du Canal de Suez à Ismaïlia (Égypte), de nombreux monuments aux morts et des décorations publiques comme les bas-reliefs de la façade de la chapelle de l'hôtel-Dieu de Nantes, un grand relief en façade de l'hôtel des Postes à Louviers (Eure) ou bien des statues pour le parvis du palais de Chaillot à Paris ou pour l'église Notre-Dame-des-Missions d'Épinay-sur-Seine.
Le musée des Années Trente de Boulogne-Billancourt, ainsi que le musée d'Elbeuf, conservent plusieurs de ses œuvres.
Une exposition lui est consacrée en 2007 par la fondation Taylor, à Paris, dont il fut le président.

## Vie privée
Il était l'époux de Mariel Jean-Brunhes (1905-2001), géographe et ethnologue, fille du géographe Jean Brunhes.
Il repose au cimetière ancien de Boulogne-Billancourt.

## Liste des œuvres

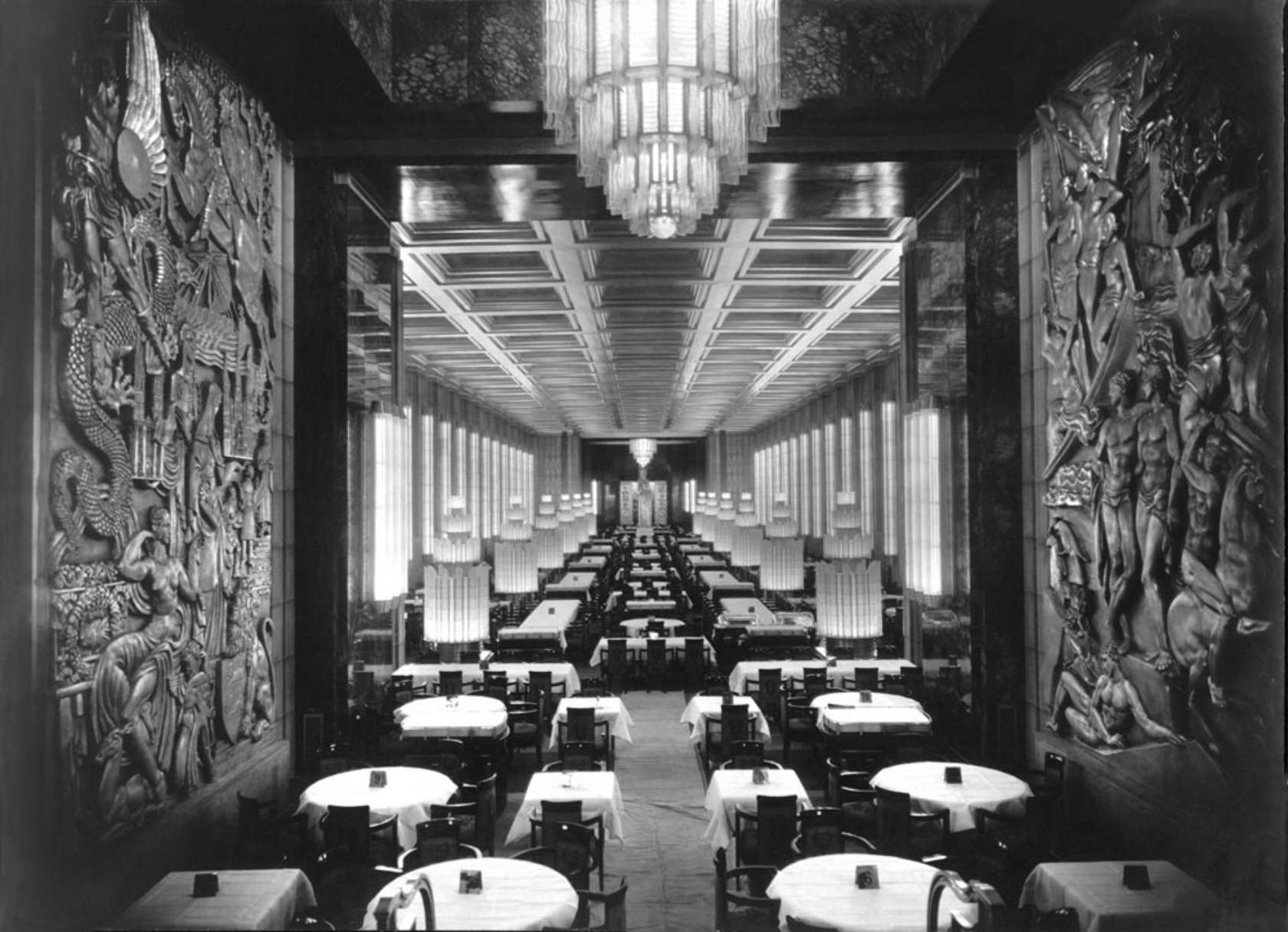
Bas-reliefs perdus du Normandie.

- La gloire ramène le héros au foyer, 1919, plâtre, Paris, école nationale supérieure des Beaux-Arts
- Suzanne, 1919-1921, marbre, Paris, musée d'art moderne de la ville de Paris
- Monument aux morts de Pontault-Combault, 1920-1922, pierre, Pontault-Combault
- Projet de tombeau pour le jeune Jacques *** à Béthune, 1920, localisation actuelle inconnue
- Monument aux morts du Séminaire français de Rome, 1921-1922, marbre, Rome, Séminaire pontifical français
- Victoire, 1921-1922, plâtre, localisation actuelle inconnue
- Monument aux morts de Saint-Martin-de-Ré, 1922, pierre, Saint-Martin-de-Ré
- Projet pour la 4e station d'un chemin de croix, 1922-1923, plâtre, localisation actuelle inconnue
- Tombeau de la famille Vetter, 1922-1924, pierre, Lyon, nouveau cimetière de la Croix-Rousse
- Etude pour une Victoire, tête en bronze, 1923, bronze, Paris, Sénat
- David, 1923-1924, plâtre
- David, 1924, bronze, Charleville-Mézières, stade municipal du Petit Bois (dépôt à Mont-de-Marsan, musée Despiau-Wlérick)
- Tête de David, 1924, marbre noir
- Persée et Andromède, 1925-1635, pierre, Vincennes, stade Léo-Lagrange
- Nessus et Déjanire, 1925, bas-relief
- Pastorale, 1925, bas-relief
- Courtisane, 1925, bas-relief
- Monument à la défense du Canal de Suez, 1925-1930, Ismaïlia. Avec Michel Roux-Spitz. Participation d'Emmanuel Guérin et Italo Santelli[6]
- Reliefs de l'hôtel George-V, 1925-1947
- Biches et statue de femme, 1928, pierre, autrefois à Pierrefitte-sur-Seine, maison Didier
- Relief de la roseraie du château de Bourbon-Conti, 1928-1929, Soisy-sur-Seine
- Diadumène, 1929, marbre, Amboise, stade de l'Ile-d'Or
- Le Sacré-Cœur, 1930, bois d'acajou, Dijon, église du Sacré-Cœur
- Aviation, 1930, bas-relief, pierre, localisation actuelle inconnue (autrefois à Paris, ministère de l'Air)
- Buste d'Eugène Etienne, 1930-1931, plâtre, Paris, Centre national des arts plastiques
- Buste d'Eugène Etienne, 1930-1931, marbre, localisation actuelle inconnue
- Sacré-Cœur et Sainte-Marguerite-Marie-Alacoque, 1930-1955, pierre, Dijon, église du Sacré-Cœur
- Les Béatitudes, 1931-1936, Épinay-sur-Seine, église Notre-Dame-des-Missions, maquettes à Boulogne-Billancourt, musée des Années Trente
- Saint Ignace de Loyola, 1932-1933, pierre de Lens, Paray-le-Monial, chapelle jésuite Claude-La-Colombière
- Décor sculpté : saint Antoine de Padoue, saint François d'Assise, chemin de croix, 1933-1946, pierre, Paris, église Saint-Antoine-de-Padoue
- L'Action, 1934, relief, Paris, mairie annexe du XIVe arrondissement
- La Pensée, 1934, relief, Paris, mairie annexe du XIVe arrondissement
- La Famille, 1934, bas-relief, pierre, Paris, 14 rue Chomel
- Achille Deffontaines, 1934, médaillon du général apposé sur le monument aux morts de Bouvines
- La mise au tombeau, 1934-1935, marbre, Le Gault-Saint-Denis, cimetière
- La Ville Lumière, 1935, relief, pierre
- Les arts et monuments de Normandie, 1935, relief en stuc du paquebot "Normandie", maquette à Boulogne-Billancourt, musée des Années Trente
- Monument du contre-amiral et compositeur Jean Cras, 1935-1959, pierre, Brest
- Les Connaissances Humaines, 1936, Paris, Palais de Chaillot (attique de l'aile Paris)
- Monument à Charles Jonnart, 1937, pierre, Saint-Omer
- La Vierge de Notre-Dame-des-Champs, 1938, Saint-Amand-sur-Sèvre, base de loisirs
- Nu féminin ou Aux Peuples indomptés, 1939, pierre, Paris, parc de Reuilly
- Fronton, Allégorie de la Justice, 1943-1946, bas-relief, pierre, Paris, rue Cambon, ministère de la Justice
- Monument au révérend père Brottier, 1948, pierre, La Ferté-Saint-Cyr
- Iris, la Messagère des dieux, 1954, bas-relief, Louviers, hôtel des Postes
- L'Antillaise, 1954-1963, Fort-de-France
- Monument au général Diego Brosset et à la première division française libre, 1955, Paris, XVe arrondissement
- Relief, 1955, Aurillac, Archives départementales du Cantal
- Relief, 1955-1956, Grand-Couronne, mairie
- Le Calvaire, 1956, Nantes, église Saint-Félix
- Monument aux morts de Brest, 1956-1958, pierre et béton, Brest
- Relief, 1956-1962, Dijon, Centre des Chèques Postaux
- Statue d'homme « Ad excelsa », 1957-1961, pierre, Perpignan, lycée Arago
- Reliefs, 1957-1963, Nantes, chapelle de l'Hôtel-Dieu
- Monument à la première division française libre, 1958, Cavalaire
- Que l'homme ne soit pas la victime des forces qu'il a déchaînées, 1962, Brest, lycée de Kérichen
- La Vierge Notre-Dame-des-Flots, 1970, Varengeville-sur-Mer, église Saint-Valéry
- Monument à Robert Garric, 1972, pierre et bronze, Aurillac
- Monument aux déportés, internés et victimes de la barbarie nazie, 1975, Valence, parc Jouvet
- La Vierge Notre-Dame-de-la-Paix, 1975, pierre, Bagnols-les-Bains